# Вулиця Дениса Січинського (Калуш)
Вулиця Січинського — розташована в центральній частині міста Калуша. Сполучає вулиці Тараса Шевченка та Івана Франка. 

## Історія
Давня вулиця міста пролягала попід мури замку і називалася Замковою. Як і все місто, вулиця була зруйнована російськими військами в 1917 р. Польські окупанти встановили пам'ятник королю Яну ІІІ Собеському, членів ОУН саджали у в'язницю зі звинуваченням у намірах зруйнувати його. У переліку вулиць Калуша 1940 року значиться під № 81, на якій стояли адміністративні будівлі та єдиний житловий будинок під № 1726. Після розміщення на вулиці пошти отримала назву Поштова. Пізніше в цьому приміщенні розмістили районний відділ міліції, а вулиця рішенням міськвиконкому № 386 від 4.11.1967 року перейменована на вулицю Гуцуляка на згадку про вбитого підпільниками ОУН 21.01.1948 року заступника директора МТС. Це перейменування мало комічне продовження через переплутання цього прізвища в рішенні міськвиконкому № 307 від 16.08.1968 року — про виготовлення двох мармурових дощок для вулиці імені Цимбалюка та укладенні договору з художником Келебаєм Ярославом Яковичем на їх виготовлення. Вулиці Цимбалюка в Калуші не було, а появи цих дощок на вулиці Гуцуляка ніхто не пригадує, і пояснення тут можливе тільки через виявлення помилки щодо прізвища ще при їх встановленні.
5 листопада 1991 року вулиця названа на честь Дениса Січинського.

## Сьогодення
Відсутня житлова забудова, розташовані винятково адміністративні будівлі.

## Галерея

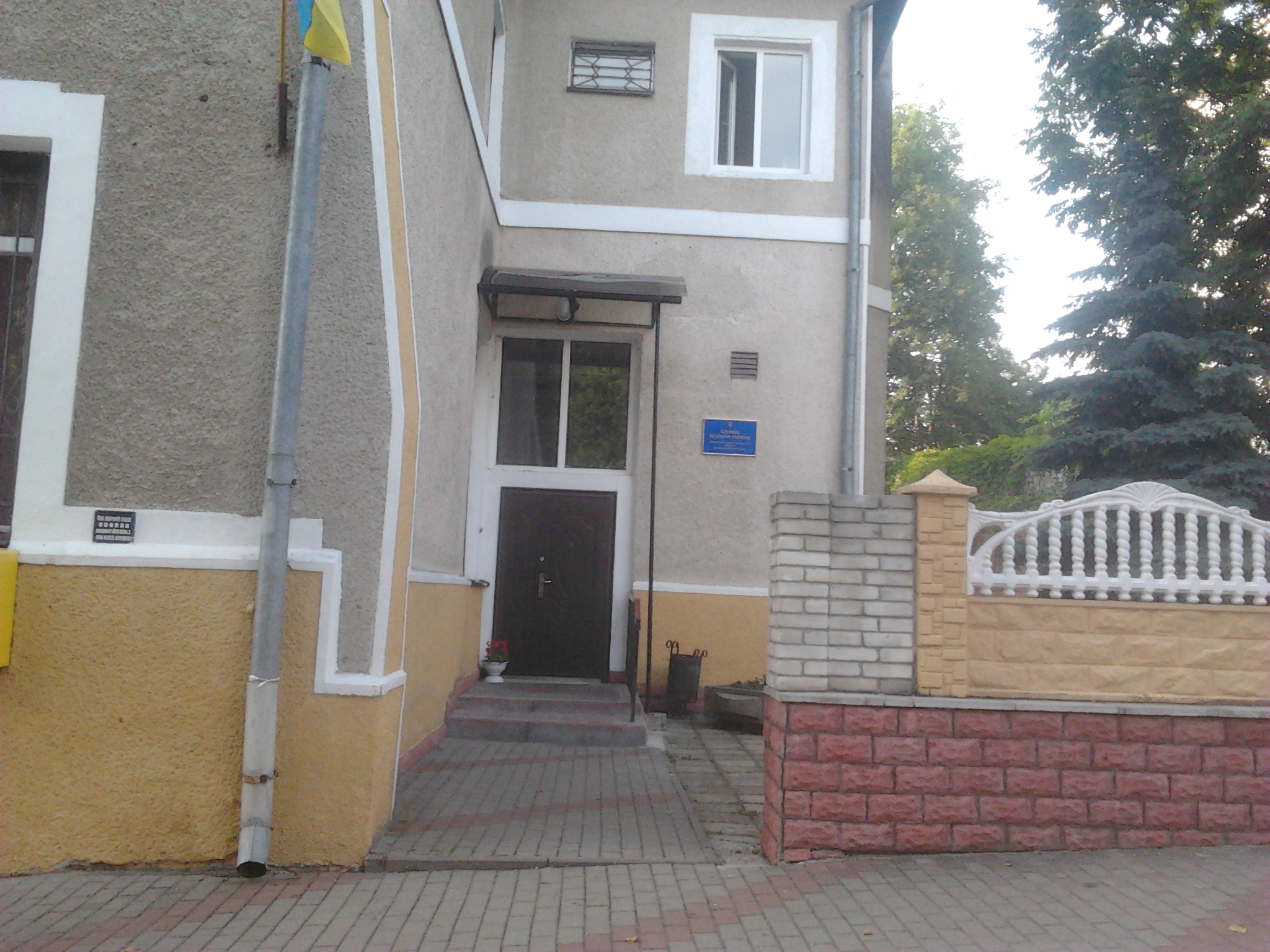
Вхід до відділення державної охорони
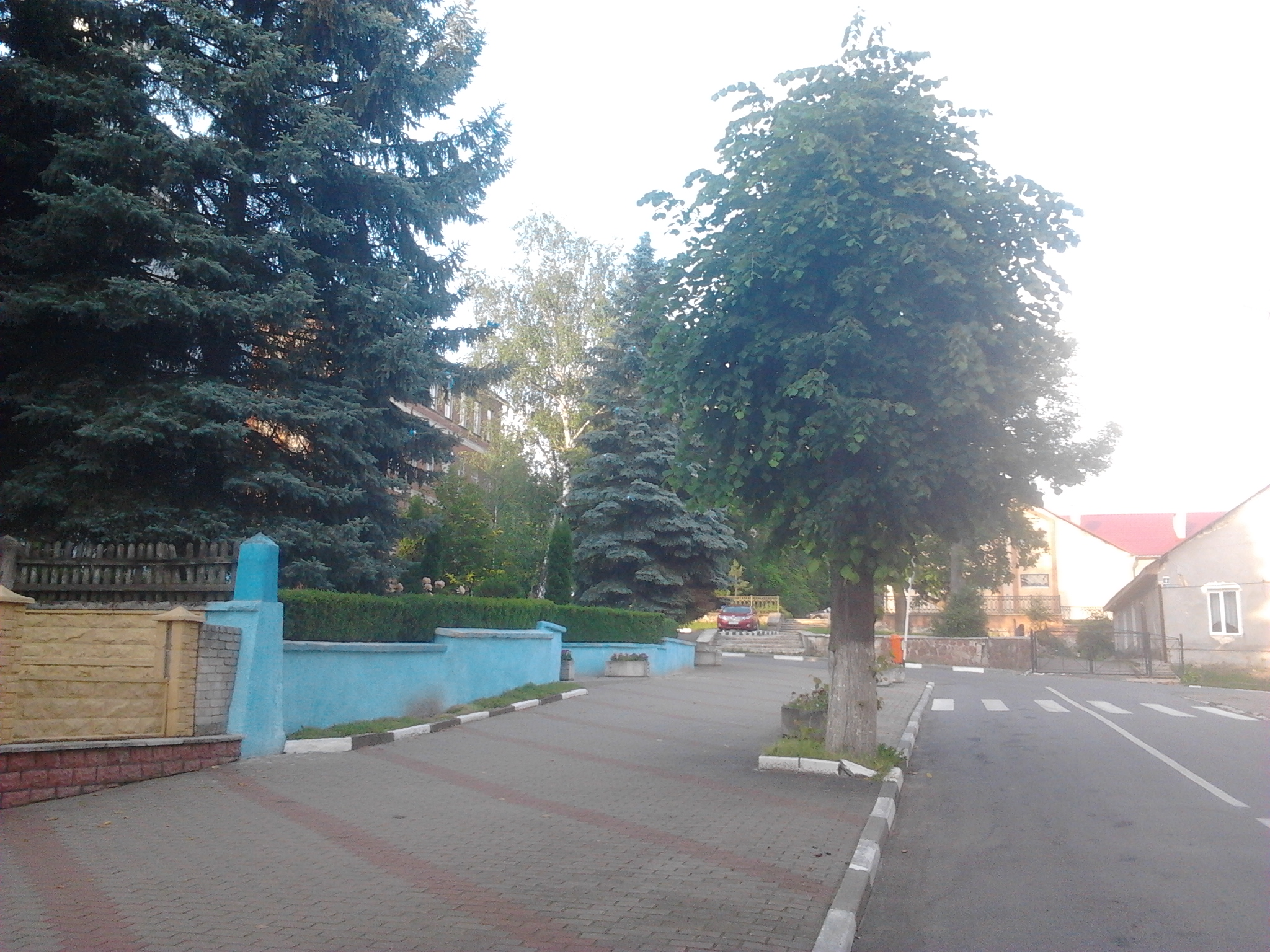
Підйом до міської ради
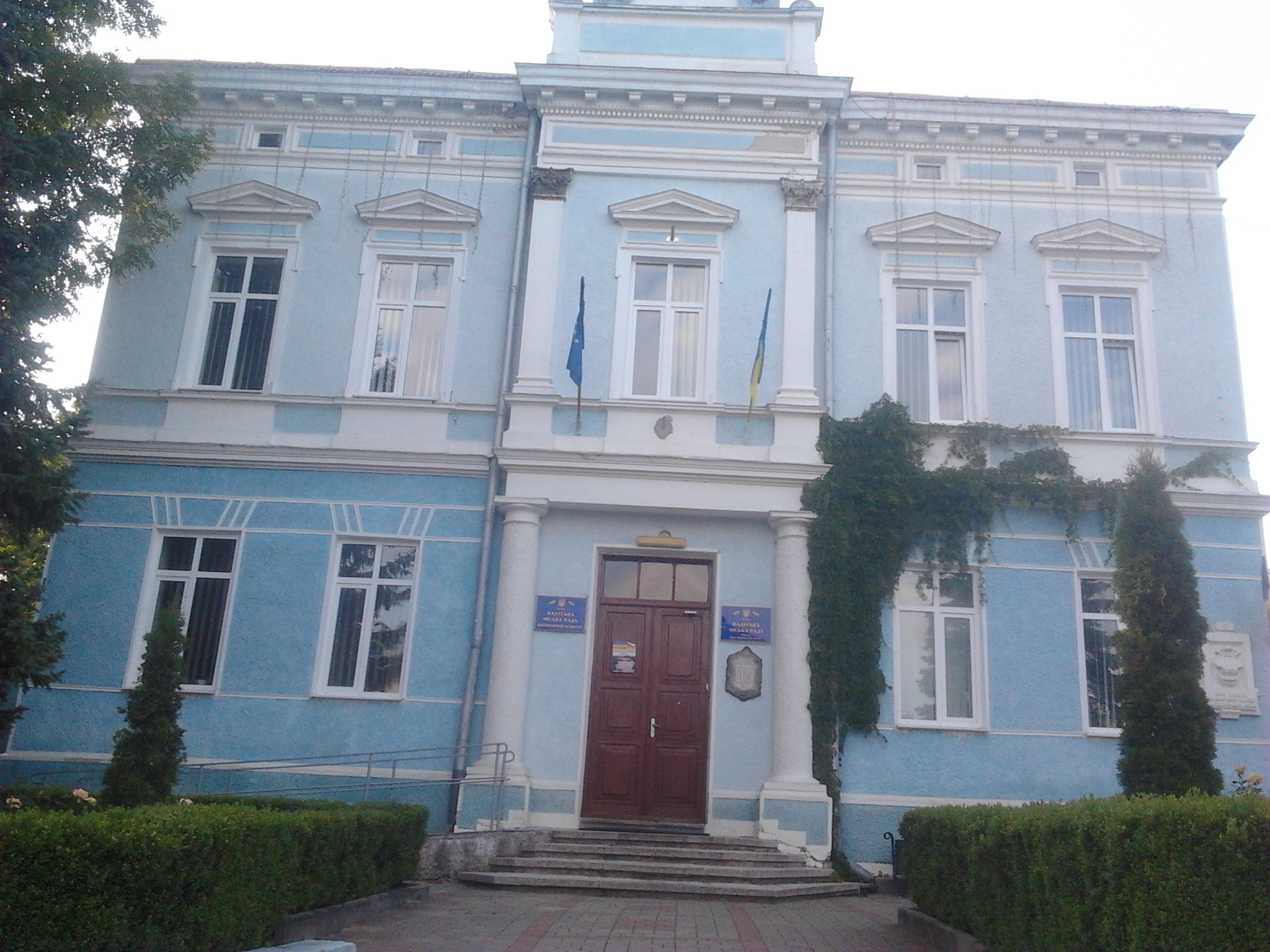
Міська рада
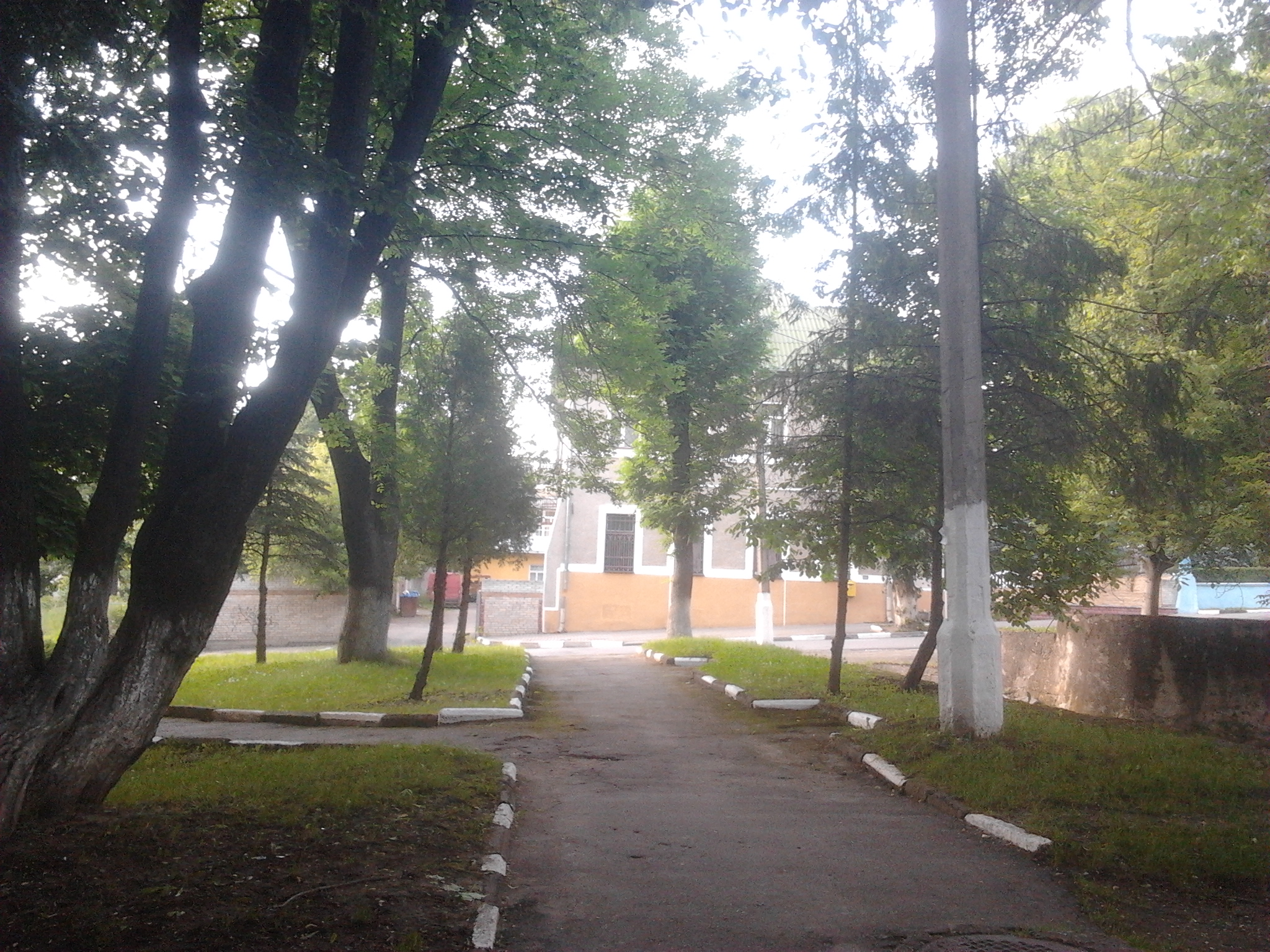
Сквер
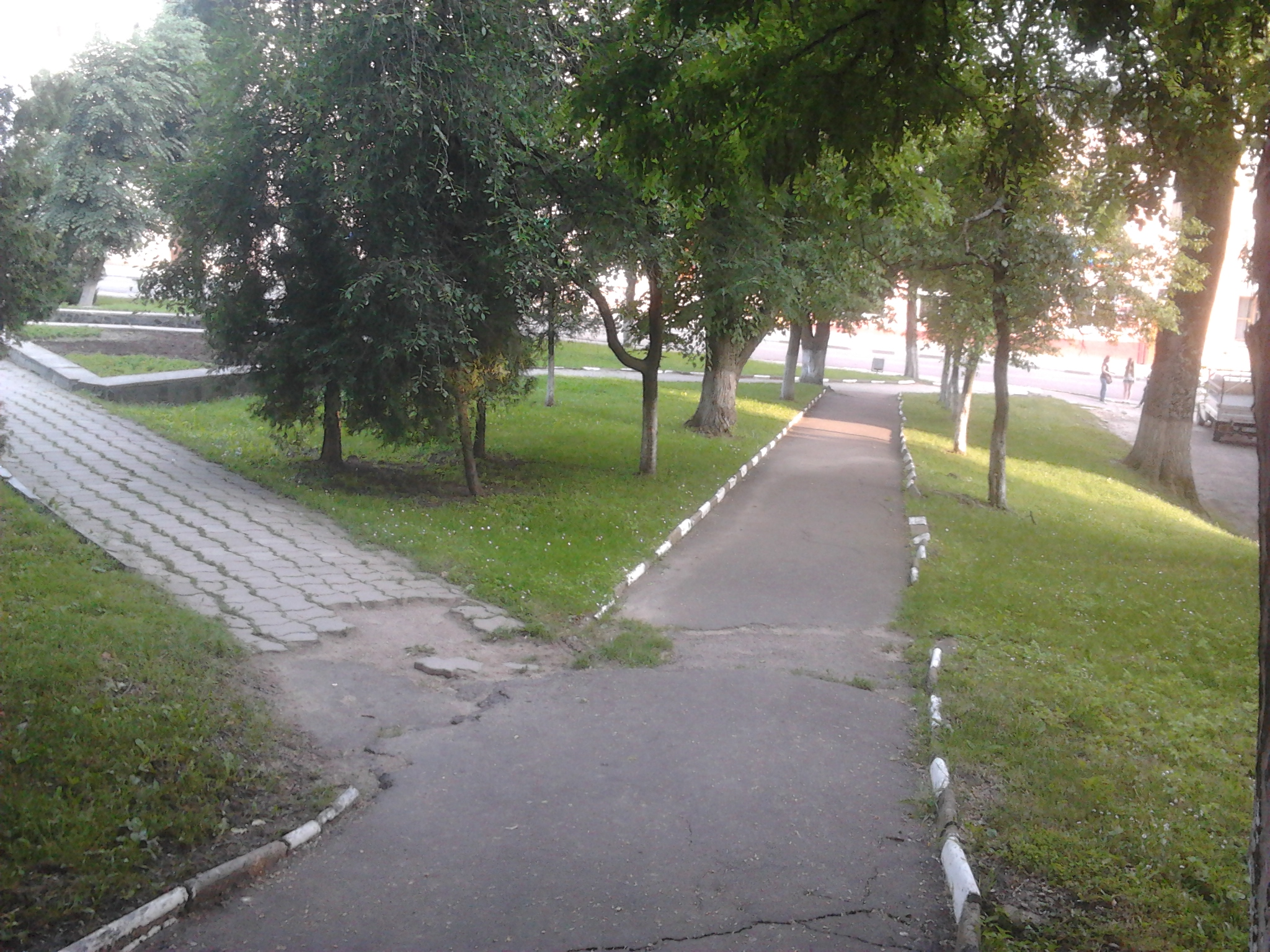
Сквер
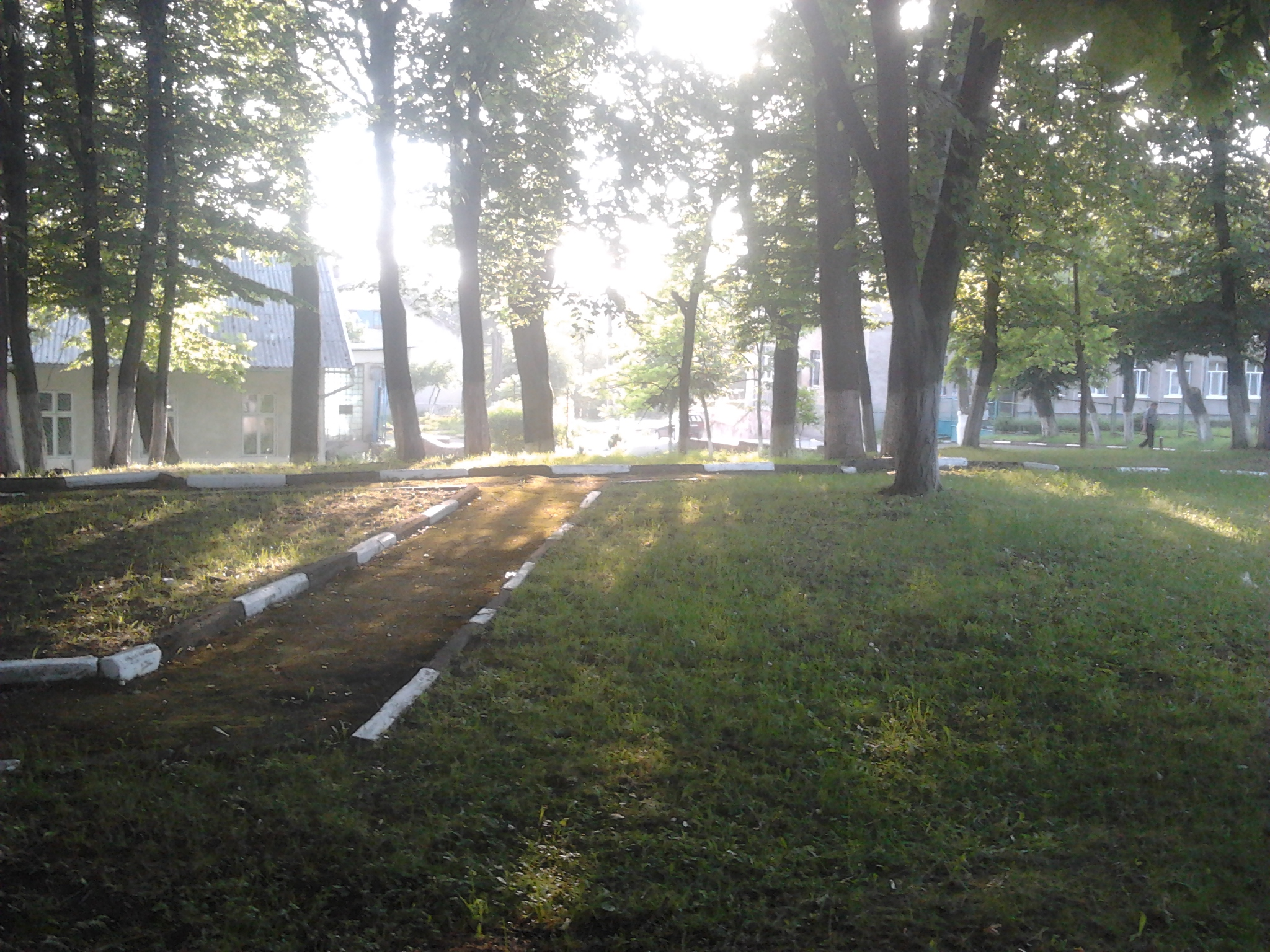
Сквер
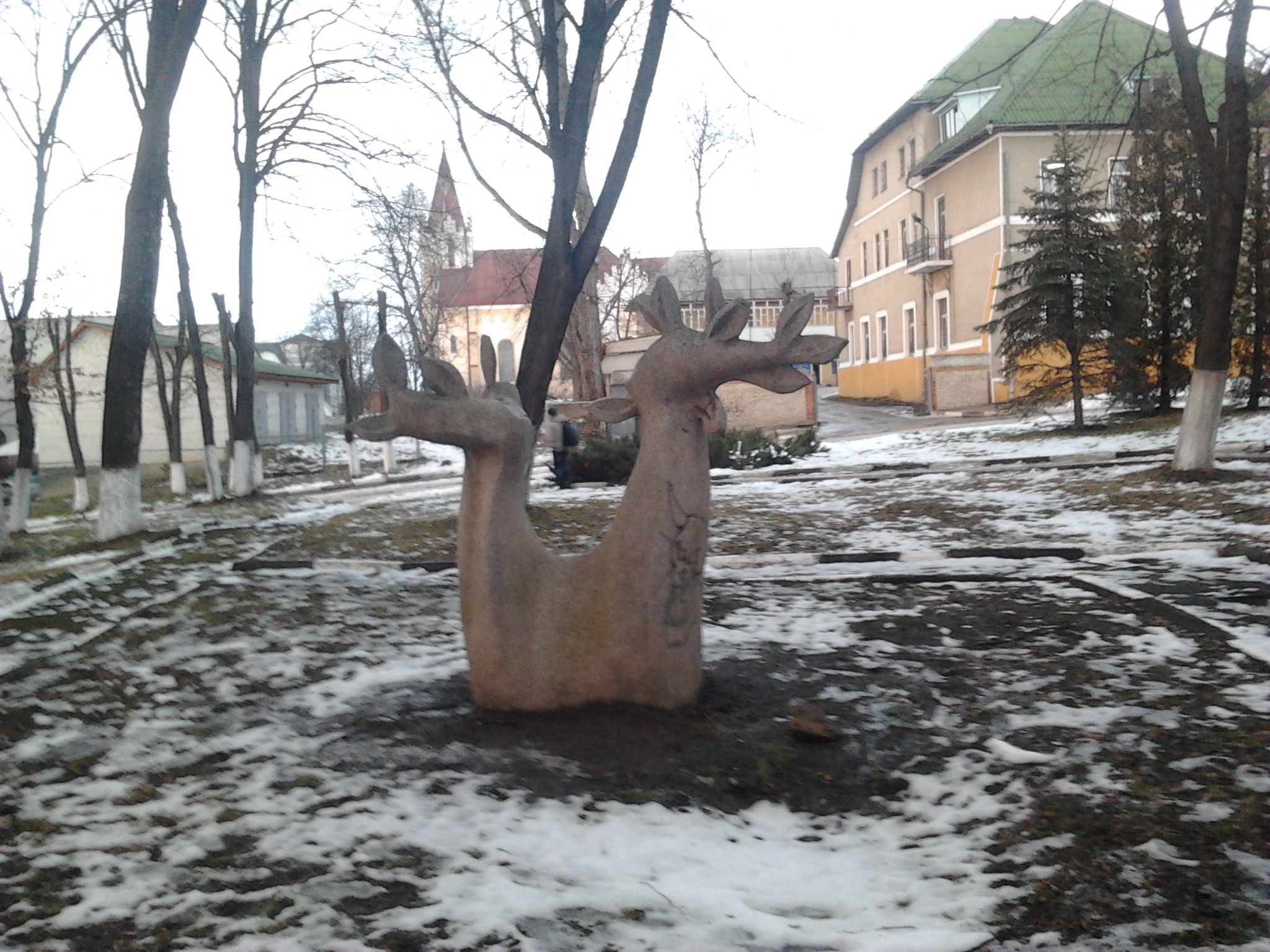
Олені в центрі скверу